# マニフェスト
マニフェスト（英語: manifesto）とは
1. 個人または団体がその方針や意図を広く多数の者に向かって知らせるための文書や演説。声明文（せいめいぶん）・宣言書（宣言）を意味する外来語。
2. 上記が転じて、選挙において政党が公約に掲げる要目を投票に先立って示す文書。選挙公約（せんきょこうやく）を意味する外来語[1]。→ 本項で詳述。

## 用語
マニフェスト（Manifesto）の語源はラテン語で「手（manus）」と、「打つ（fendere）」が合わさった、とする説が有力。「手で打つ」⇒「手で感じられるほど明らかな」⇒「はっきり示す」と派生したと考えられている。これがイタリア語でManifesto (伊)「声明（文）・宣言（文）」となる。その後、イギリスにおいて党首の演説がManifesto（声明文）と呼ばれるようになる。manifest(英)は英語の一般名詞・動詞・形容詞であるが、イタリア語・ラテン語由来のManifestoと記述する場合はとくに政治上の声明文を意味する名詞となる。manifestの発音 /ˈmænɪfest/ は「マニフェスト」に近く、manifestoは/ˌmænɪˈfestəʊ/ /ˌmænɪˈfestoʊ/というように語尾が二重母音になっており「マニフェストウ」に近い。
Manifestoと呼ばれる党首の（所信表明）演説がイギリスで最初に選挙公約として使われるようになったのは1835年の総選挙において保守党党首・首相サー・ロバート・ピール准男爵がタムワース選挙区の選挙区民に向けて出したものだとされる。この「タムワース・マニフェスト」は保守党党首で前首相でもあったピールの個人的な公約の性格が強いものであった。この声明は翌年の総選挙において保守党の政治方針として公式に採用された。以来、イギリスでは総選挙ごとに主要政党はマニフェストを発表してきた。1906年には労働党が政党の公約として初めてマニフェストを出す。現在のように冊子の形になったのは1935年総選挙時の保守党のものが最初であるとされる。また1980年代初頭以降、各党のマニフェストは写真入りのカラー印刷冊子となった。現在、日本においていわれる選挙公約としてのマニフェストは、このイギリスの19世紀以来の政治慣行を参考にしたものである。しかし、イギリスにおけるマニフェストには数値目標や財源が詳しく記載されていると言う理解は誤りであるとの見解もある。
イギリスなどの議会選挙では "party manifesto"（または "the manifesto of a party"）、アメリカ合衆国大統領選挙では "party platform" とも呼ばれる。
なお選挙公約に限らず、マニフェストの用語を使用した世界的に著名な例には以下がある。
- アメリカ独立宣言
- カルタヘナ宣言
- タムワース・マニフェスト（英語版）
- 共産党宣言 - 非常に著名なもののため、「マニフェスト」だけでこれを指す場合もある。
- 未来主義創立宣言

## 概要
マニフェストは政権公約と訳される場合が多いが、単なる政治理念ではなく、財政的裏付け、数値目標、実施期限なども記したもので、1934年にイギリスでトーリー党が始めたものが起源とされる。日本では2003年の衆院選よりこの表現が使用された。
日本ではその体裁から「有権者団との契約」と主張されることが多いが、実際に法的拘束力があるものではなく、あくまでも選挙公約の一形態にすぎない。本家のイギリスでも法的な意味での契約の命令的性格については否定されている。
日本では、選挙においては政党の選挙公約の声明（書）において英語のマニフェストがよく使われたことからこの意味に限定されていることが多く、有権者に政策本位の判断を促すことを目的として、政党または首長・議員等の候補者が当選後に実行する政策を予め確約（公約）し、それを明確に知らせるための声明（書）との意味になる。この場合のマニフェストは「政策綱領」「政権公約」「政策宣言」「（政治的）基本方針」などと訳すことが多い。しかし、この用法は「選挙ごとに、政治の基本政策・基本理念が変わる」ことを意味する結果となることから、「選挙公約」、「（政治的）基本方針」とすることが適当であるとの論点もある。

## イギリス
イギリスの最初のマニフェストは1835年の総選挙においてロバート・ピールが自身のタムワース選挙区の選挙区民に向けて出したものだとされる。ただしこの「タムワース・マニフェスト」はピールの個人的な所信表明の性格が強いものであった。1906年には労働党が政党の公約として初めてマニフェストを出す。現在のように冊子の形になったのは1935年総選挙時の保守党のものが最初であるとされる。また1980年代初頭以降、各党のマニフェストは写真入りのカラー印刷冊子となった。

### 背景
政策綱領声明文であるManifestoが具体的な選挙公約声明文となる構図は本家のイギリスの議会制度が大きく関わっている。イギリスでは当初Manifestoは党首など政治家の個人的な所信表明や、党内で決定された政策方針の要領を党大会で声明文として出すという内輪での使用を念頭に置いたものであった。しかし19世紀の選挙制度改革により比例代表制が廃止され1人区が支持されるようになる。この小選挙区選挙制度では、たいていの場合は第一党が過半数で与党となる。
一方でイギリスの上院（貴族院）は貴族議員による終身制であり、党派の固定が19世紀から問題とされていた。特に19世紀後半の各種社会政策について労働党の法案や予算案をしばしば否決することで挫折させており、1911年の議会法をめぐる議論、1918年のブライス・リポートをめぐる議論を経て上院の構成・および権限の見直しがおこなわれ、第二次世界大戦後の1945年に労働党が伸張して以降、産業の国有化など非伝統的政策の議案について、下院の総選挙で政権を取った党が明確に掲げた政策公約について国民の民意の反映として廃案にはしない、あるいは成立を遅延させないという伝統（ソールズベリー・ドクトリン）が確立している。英国のこの政治的慣例のもとでは下院での選挙に勝つとたいていは過半数を獲得するだけでなく上院での公約の法案通過が保証されており、さらに内閣制なので与党が立法した公約を、ただちに行政に反映できるという極めてまれな条件が存在する。もっとも実際には、ソールベリー・ドクトリンは、上院の第二読会までを保証しているだけであって、その後の修正はかなりの期間において認められているということが上下両院合同委員会で文書となっている。実際、ブレア政権のIDカード法案に関しては、それがマニフェストでも明記されていたにもかかわらず、貴族院で強力な抵抗にあい、政府法案は12回も敗北させられた。同じく英語圏の米国では、行政と立法ば大統領制によって分離されているだけでなく、大統領選、上院選、下院選が別々の時期に定期的に行われ、上・下院だけでなく、立法と行政のねじれが起こりやすい仕組みになっている。このため、1つの選挙の勝利が直接政権獲得につながるイギリスとちがい、具体的な公約を宣言しても、選挙後ただちに実行できることが制度上で予約されていない。このことから上下両院・大統領選挙のいずれの場合も英国マニフェスト方式ではなく、より大まかで理念的なものか目標などを宣言する場合が多い。
2院制を採用する国では、イギリスのように下院の総選挙に政権運営の全てが集約しているという政治文化は非常に特殊である。二大政党制に該当する国でも米国では大統領に法案提出権がないばかりか政党の長（民主党全国委員長や共和党全国委員長）にも法案作成上の権限がなく、上下両院議員の議会活動に大きく委ねられている。
また、比例選挙区制度の国では、選挙が終わって議会の人数区分がはっきりした後の、連立政権を構築する段階で連立に参加している政党との間の協議で実際の政策運営の指針が決定する。「単一の選挙に勝つ」＝「下院過半数」＝「与党だけ立法と行政を牛耳る」＝「公約をそのまま立法し内閣で執行する」の図式が成り立つのはイギリスぐらいである。アメリカでは代わりに「Party Platoform」などの用語がよく使われ、あくまでも党内の方策という面が強い。選挙公約声明としてのマニフェストはイギリスで一般に使われる用語であることを留意する必要がある。フランス、ドイツのように議員に対する命令的委任を明確に否定する政体もあり、イギリスの議会制度におけるマニフェストは半代表制やイギリスの議会主権の伝統のもとで独特の地位を占めている。

### 命令的委任に関する議論
イギリスではマニフェストを命令的委任と解することは原則的に禁止されている。これはマンデイト論（mandate:命令）と呼ばれ、第一はマニフェストを特定の事項を実行するよう命令されていると解釈する側面である。第二は「授権(authorization)」であり、選挙民に公約を示し与党になることによって政権党は公約を実行する権利・権限を付与される、と解釈する面である。
命令と捉える概念は、厳密に法的な意味においては、否定されている。1947年庶民院議員特権委員会は「議会における議員の完全な独立および行動の自由を統御ないし制限するような議会外の組織との契約的な合意は」「発言の自由という特権の維持と矛盾する」として「議員の独立」「議員の発言の自由」「議員の活動の自由」「命令的委任の禁止」を確認しており、その後も同委員会は繰り返しこのことを確認している。一方で判例の態度は必ずしも一貫しておらず、グラマースクールの存続を公約に掲げた事に関するTameside事件では政策の実行が義務付けられているとの判断が下されている。ただし近年の判例の動向はマニフェストに拘束されないとする方向であるとされる。
厳格に法的意味において、マニフェストが法的に強行可能なものとはいえないが、政治的文脈では一定の有効性を有しているとされる。総選挙において、争点の一つで当該問題に関する主要政党の立場が明確に異なり、多くの選挙民がそれを認識していた場合にはマンデイトが成立するとの見解がある。たとえば1911年の総選挙では貴族院の権限削減について、2001年の総選挙時の労働党のマニフェストによるヨーロッパ人権条約の国内法化、貴族院改革なども選挙民の広範な支持があったとし、このような場合にはマンデイトの概念が成立したとみることも可能である、とする。
授権と見る場合にはマニフェストに提示された政策をワンパッケージとして選挙民はイエス・ノーの選択を迫られ、そこに記載された個別の事案について賛否を表明できないことになる。マニフェスト内に相互に矛盾する政策が掲げられていたり、選挙民の支持が得られないと考えられる政策がわざと外される場合もあり、当該政党に投票した選挙民が当該政党のマニフェストに掲げられたすべての公約を承認したとはいえず、選挙民の信任・授権があったとは到底言い得ない、との面がある。
イギリスにおけるマニフェスト・マンデイト論はかなり柔軟な原理として理解されており、この原理の厳格な運用には批判的見解が有力である。この点日本において「イギリスのマニフェスト選挙が理想的な形で実現している」かのような喧伝には大いに疑問が残るところである。さらに、日本では、イギリスにおける政党マニフェストに数値目標が多く含まれ、財源も詳しく記載されているという誤った理解が流布されたが、実際には、イギリスの政党マニフェストに詳細な財源を根拠にした数値目標は記載されないとの見解もある。

## 日本

### 概要
従来の選挙公約とは異なり、何をいつまでにどれくらいやるか（具体的な施策、実施期限、数値目標）を明示するとともに、事後検証性を担保することで、有権者と候補者との間の委任関係を明確化することを目的としている。つまり、いつ（実施時期）の予算（目標設定）に何（具体的な施策）を盛り込んで実現させるのかを明文化するものであり、必然的に政権を取り予算を制定し行政を運営することが条件となるため、「政権公約」という訳があてられ2003年の衆議院議員総選挙以降定着しつつある。
政権奪取・運営が前提となるため、政権に関与する可能性が薄い野党第2党以下の公約については、マニフェストとして議論・検討の対象とすべきではないとする見方もある。実際に野党は極めて実現可能性の低い公約をマニフェストとしてかかげる傾向が強い。
一方、「政権公約」を選挙ごとに変えるのは、政党として一貫性がなく、場当たり的な性格を示す結果となるので、「『政権公約』を『マニフェスト』とする表現は政党が自ら使用する表現ではない」とする理解もある。さらには、日本のマニフェスト自体が上記の事後検証性で与野党の双方の物が検証されていないと言うことからも日本においては「従来の選挙公約と大して変わらないのではないか」といった批判も存在する。
なお、民主党は、2014年12月の第47回衆議院議員総選挙で「マニフェスト」方式を採用しているが、それは独自の判断によるものと考えられる。
政権公約を発表したからと、必ずその公約を達成しなければならない、もしくは逆に極めて重要な課題だがマニフェストへの盛り込みを見送った事項を推進してはならない、というわけではないが、国民の不信感が生まれる。公約違反という言葉が叫ばれることがあるが、マニフェストは通常法的拘束力があるとはみなされない。ここでいう法的拘束力とは、マニフェストの実施を司法的強制力により実現させることができるかどうかという観点であり、日本国憲法上、国会議員に対する命令委任を認めるかどうかについて、法的な議論がある（参照:日本国憲法第43条）。政局においては、世相の現実がマニフェスト作成時に想定した前提と異なった場合、マニフェストの撤回が野党に絶好の攻撃材料を与えることになる可能性がある。
PHP総合研究所マニフェスト検証委員会が2007年5月におこなった2004年参議院選挙マニフェストの検証では、自民党の達成度が100点満点中22-43点、公明党は19-36点となっている。
早稲田大学マニフェスト研究所では、2012年12月の第46回衆議院議員総選挙以来、大規模な国政選挙の度に、主要政党マニフェストについて「できばえチェック表」を公開している。2012年12月の第46回衆議院議員総選挙では、100点満点中で点数の高い順に、公明党66.50点、民主党64.50点、自由民主党59.50点等となっている。

### 要件
マニフェストには、次のような効果が期待される。
- 現在の政治が抱える問題点を明確化する。
- 美辞麗句を並べた宣伝活動に終始しない、実行可能性が担保された政策を提示する。
- 有権者の政策本位の選択に資する。
- 公約を掲げ当選した候補者または政党による施政の事後評価を可能にする。

そのために、マニフェストには次のような要素が盛り込まれる。
1. 執政に対する基本理念、および今後必要となる政策を検討する。
2. 個々の政策について、その目的と実施方法、期限、財源などの指標を明確にする。
3. 期限や財源などが必要な政策については、判断の基礎となる具体的な数値等を算定し、目標数値を設定する。
4. 事後評価可能な形で策定し、専門知識を持たない一般有権者にも解りやすい表現で明文化する。
5. 選挙前に公表し、配布する。

さらに、マニフェストを掲げ当選した候補者には次のような政策運営が求められる。
1. 当該マニフェストに沿って執政する。
2. マニフェストに不具合が生じたとき（マニフェスト策定時点において策定根拠となる基礎データに誤りがあった場合や、予期されない状況の変化など）には、有権者および関係機関に状況を説明し理解を得るといった対応が求められる。
3. 事後、マニフェストに掲げた個別政策の達成具合を評価し、公表する。

### 経緯

#### 議会不信
日本では「マニフェスト」manifestは国際貿易や旅客業務、あるいは環境廃棄物管理など限定的な場面で利用される技術用語（品目一覧票、パッセンジャーマニフェスト、排出工程管理票）、あるいは共産党の宣言綱要Manifesto、憲法におけるプログラム規定や憲法前文の性格などを表現する際に、稀に利用される程度の術語であった。
大戦後の日本では経済成長を最たる目標としてきたが、高度経済成長の達成により議会はその最たる目標を失う一方、ロッキード事件やリクルート事件など議員による汚職が大々的に報じられるようになった。その頃になると議会に対しての不信感が拡がりはじめ、選挙での投票率の低迷が顕在化するなど、世論の関心が議会から離れてゆくこととなり、民主主義の根幹を揺るがす問題として懸念されるようになる。
国会で現在の意味（政党が示す政治目標）としての利用されはじめたのは1991年（平成3年）1月29日衆議院本会議における大内啓伍（民社党）の代表質問であり、ルーズベルト・レーガン・アトリー・ネール・周恩来を例に政治の目標を国民に示すことの重要性を説き、内外に政治的マニフェストを宣明すべきだと論じた。
それを受けて 2000年代初頭には、投票受付時間の拡大、不在者投票制度を利用しやすくするための期日前投票制度の施行、即日開票の実施など、投票率向上を期待した制度の改善に取り組まれるとともに、個々の候補者や政党でも、議会への関心を高める方策が模索されるようになる。

#### 議会制民主主義における「公約」
以前より選挙公報やポスターなどで「公約」を掲げる候補者は多かったが、それらの中には施政方針よりも広報の手段として使われているものもあり、たとえば美辞麗句に偏りがちである、実行性が担保されていない、具体性に欠ける（そのため現職候補が過去にした約束が果たされたか否かを判断できない）などの問題が顕在化していたため、「（公約が）少々守れなかったというのは大したことではない」と議員が考える風潮が散見されるようになった。「公約」とは本来は公に約束することであるが、その約束が果たされたか否かを検証できない状況が続いたことにより、「公約」の意味が形骸化する事態が危惧されていた。
一方、既存の知名度や強大な資金力、支援組織などの既得権益を利用して選挙に臨む候補者や、現職候補者により議員や首長が固定化する傾向、政策よりも政局に注目がいく傾向も見られ、これらは議会制民主主義の根幹を揺るがす問題として意識されはじめる。
議会制民主主義の原点に立ち返ると、議会の目的は政策の選択とその運営であり、議員や首長を選ぶ行為（選挙における投票・当選）はその手段であるため、候補者が議会の目的である政策（施政の方針）を予め掲げることは、有権者が適切な判断をするための前提になる。また、現職議員・首長の場合、過去の選挙で掲げた政策が実践されたか否か（つまり過去の約束が果たされたか否か）も判断材料になるため、候補者や政党が予めマニフェスト（政策綱領）として方針を明文化することで、施政における責任を担保し、有権者の信頼を得るための手段になると期待される。

#### 導入
そのような事態を受けて日本では、1999年の統一地方選挙の頃からマニフェストが作られるようになった。しかし、配布すると公職選挙法に定められた不特定多数への文書図画の頒布の制限に抵触する選挙違反とされたため、選挙期間中の配布はされなかった。
2003年の公職選挙法改正によって、補欠選挙を除く国政選挙では政党がマニフェストを選挙期間中に配布できるようになり、2003年の衆院選では、民主党がマニフェストの作成を宣言し、公明党をはじめとして他党もそれに追随することとなった（ただし、2003年の衆院選公示前に秋の統一補欠選挙として執行した、参議院埼玉県選挙区選出議員補欠選挙で、民主党がマニフェストを先行配布をしている）。また、2003年は地方選挙では北川正恭三重県知事（当時）が「ローカル・マニフェスト」（地方自治体におけるマニフェスト）の導入を提唱し、増田寛也岩手県知事（当時）、片山善博鳥取県知事（当時）、松沢成文候補（後に神奈川県知事）が賛同、松沢がこれを実施し当選する(北川は知事選挙に立候補せず4月に退任)。2003年は、衆議院議員総選挙で各政党がマニフェストの冊子を作成、配布し「マニフェスト選挙」などともいわれた。新語・流行語大賞では「マニフェスト」が年間大賞を受賞。
なお、このとき松沢が示したマニフェストには「政策宣言」という対訳が付されていたが、その後のマスメディアなどの報道では「政権公約」という対訳が使われることが多く、現在はこれが定着しつつある。

#### 実施
マニフェストを実施した松沢は任期中につき、事後の評価については固まっていないものの、マニフェストの実効性担保および意識高揚のため、学識委員および県民委員による「マニフェスト進捗評価委員会」を組織しての事後評価、および自己評価の結果を公表するといった取り組みがされている。
国政および地方自治体の首長選挙から導入されて普及したマニフェストは、一般世論への認知および政策本位での選挙の実現を目指す意見の高まりなどを受けて、現在は地方議会議員候補者へと拡がりつつあるが、後段で述べるような問題も抱えており、その解決方法が模索されている段階にある。
また、地方選挙や国政選挙における補欠選挙では選挙期間中にマニフェストが配布できない制度になっているため、これらの選挙でのマニフェストが配布できるような公職選挙法改正も望まれていたが、2007年の統一地方選挙から、首長選において「ビラ」という形で配布することが解禁された。ただし、選挙規模により配布部数に制限を設けている。一方、マニフェストを発表する候補者は、通常自分のホームページでマニフェストを公開し誰でも閲覧やファイルのダウンロードが可能にしている。従って紙媒体での配布制限を受けずインターネットを通じて広く選挙区を超えて情報発信することができる。
しかし、何をもって「マニフェスト」とみなすかの基準が曖昧であったり、議員候補の場合は単独や少数で掲げても実行性に乏しいといった事情もあり、地方議会議員選挙においては、なお、対象外になっているが、多治見市で構造改革特区を申請したり、公職選挙法により禁じられている「事前運動」に該当しない形で政策を会派で取りまとめ選挙期間前に提言するなど、政策本位の選挙の実施に向けた取り組みが試行されている。

#### 死語化
このように、2003年に新語・流行語大賞に「マニフェスト」という言葉が選出されて以降、様々な選挙で「公約」と違った形で使用されるようになってきた。特に、2009年の第45回衆議院議員総選挙では民主党、社民党を始め、5つの政党が「マニフェスト」という言葉を使用した。しかしその後の民主党政権において自己評価で3割しかマニフェストが達成できず、鳩山由紀夫元総理大臣が「マニフェストという言葉が死語になると心配している」、福島瑞穂社民党党首が「『うそつき』と同義語になりつつある」と述べるなどイメージダウンした。
自民党は2012年の第46回衆議院議員総選挙にむけてマニフェスト原案を発表したがのちに「政権公約」、「重点政策」、社民党が「選挙公約」と名称変更した他、公明党もマニフェストの文字を薄く表記するなど、マニフェストの名称の死語化が進んだ。2016年の第24回参議院議員通常選挙ではおおさか維新の会がマニフェストを発表した。

### 具体例
第45回衆議院議員総選挙で民主党が15歳以下の子供を擁する家計に、子供1人あたり月2万6千円（2010年度は半額）を支給する子ども手当を選挙公約とした。2010年から月1万3千円の支給として施行されたが、2011年4月以降の満額支給は断念し1万3千円支給を継続、2012年4月分からは所得制限が設けられた児童手当に名称変更した。
聖域なき関税撤廃を前提にする限り、環太平洋戦略的経済連携協定(TPP)の交渉参加に反対すると 第46回衆議院議員総選挙選挙公約に記載した自由民主党の例がある。ある議員は明確に交渉参加反対を宣言し当選し、ある支部では「嘘つかない・TPP断固反対・ぶれない・日本を耕す自民党」と書かれたポスターを製作していた。

### ローカル・マニフェスト
ローカル・マニフェストは、地方政治におけるマニフェストである。
現代日本の国政においては、日本国憲法により、国会が国権の最高機関であり、唯一の立法機関であると定義されている。また、衆参両院の意見が割れた際の解決方法も法制化されている。
一方、地方公共団体においては、同様に日本国憲法により、首長（都道府県知事または市町村長）と議事機関としての地方議会は役割分担により、その立場はほぼ対等であり、いずれも住民の直接選挙で選ばれていることから事実上の二元代表制となっているため、実行可能性の担保が難しい場合がある。たとえばマニフェストを掲げて当選した首長が掲げる施策と、同じく異なったマニフェストを掲げて議会で最大勢力を得た政党や会派の掲げる政策が相反する場合は、両者ともマニフェストの実行性を担保できないことになる。
このような問題があるため、国政と地方政治におけるマニフェストにはおのずと差異が生じるが、この事を踏まえて特に地方政治におけるマニフェストを指す場合には「ローカル・マニフェスト」と呼び区別されることがある。
なお、上記のようなローカル・マニフェストの問題については現在解決法が模索されている状況であり、たとえば一部地域の地方議会選挙では改選前に一定の議席を有する会派などの大きな単位で共通の政策提言を取りまとめ、既存の政策にも配慮するといった工夫で実行可能性を高めるような取り組みが試行されている。

## 国際公約
国際公約の定義やその履行などについての議論がある
。経済学者の高橋洋一によれば、既に国内で決まった事項を国際会議の場で一方的に宣言することを以って国際公約とする。国際会議では日本のみならず各国が国際公約として一方的に声明を出すが、その後に各国の国内法との整合性をとる必要性からその国際公約が修正された場合でもその意思決定は各国からの批判の対象にはならない。本田悦朗は、主権国家は協定や条約のような文書化した国家間の取り決め以外には拘束されないものであると指摘する。
2009年9月22日、当時の内閣総理大臣鳩山由紀夫は国連気候変動首脳会合での演説にて、二酸化炭素の25%排出削減（1990年比）を含む鳩山イニシアチブを日本の国際公約とする声明を出した。2010年の第174回国会では政府提出の地球温暖化対策基本法案が衆議院で可決されたものの、参議院では会期終了により廃案となった。その後2011年の福島第一原子力発電所事故をうけた脱原発依存への方針転換により達成が困難となったことから、野田佳彦内閣は25%削減の目標を下方修正。2014年、自民党は第47回衆議院議員選挙の公約で「約束草案をできるだけ早期に提出」とし、2015年7月、削減目標を2030年度に2013年度比で26%削減（2005年度比では25.4%削減、1990年度比では18%削減）とする約束草案を国連気候変動枠組条約事務局に提出した。

## テレビ番組
- 日経スペシャル ガイアの夜明け 決戦！小泉 VS 菅 ～マニフェストをめぐる攻防～（2003年10月21日、テレビ東京）[43]。